# Ростилово
Рости́лово (рос. Ростилово) — присілок у складі Грязовецького району Вологодської області, Росія. Адміністративний центр Ростиловського сільського поселення.

## Населення
Населення — 513 осіб (2010; 564 у 2002).
Національний склад (станом на 2002 рік):
- росіяни — 99 %